# Nudaurelia renvazorum
Nudaurelia renvazorum is een vlinder uit de familie nachtpauwogen (Saturniidae). De wetenschappelijke naam van de soort is voor het eerst geldig gepubliceerd in 2002 door Philippe Darge.

## Type
- holotype: "male, III-IV.2001. W. Kilumile"
- instituut: Collectie Philippe Darge, Clénay, Frankrijk
- typelocatie: "Tanzania, Iringa Province, Mafinga forest"